# Corrado Gonzaga
Corrado Gonzaga (Mantova, ... – 1350/1360) è stato un condottiero italiano.

## Biografia
Figlio di Luigi I Gonzaga primo capitano del popolo di Mantova che aveva escluso dalla successione su Mantova e di Caterina Malatesta, fu il capostipite della linea cadetta dei “Nobili Gonzaga” e dal 1595 marchesi di Palazzolo.
Nel 1340 sposò Verde Beccaria, figlia di Lodrisio (o Leodrisino), nobile di Pavia.

## Discendenza
Dal matrimonio con Verde Beccaria nacquero quattro figli:
- Filippino (?-1414), condottiero, sposò Orsola Cavriani, figlia di Corradino nobile di Mantova;
- Leopoldo;
- Bernabò (Barnaba);
- Bianca, che sposò Gianfrancesco degli Uberti.

Corrado Gonzaga ebbe anche due figli naturali:
- Guido, canonico della cattedrale di Mantova;
- Leonardo.

## Bibliografia

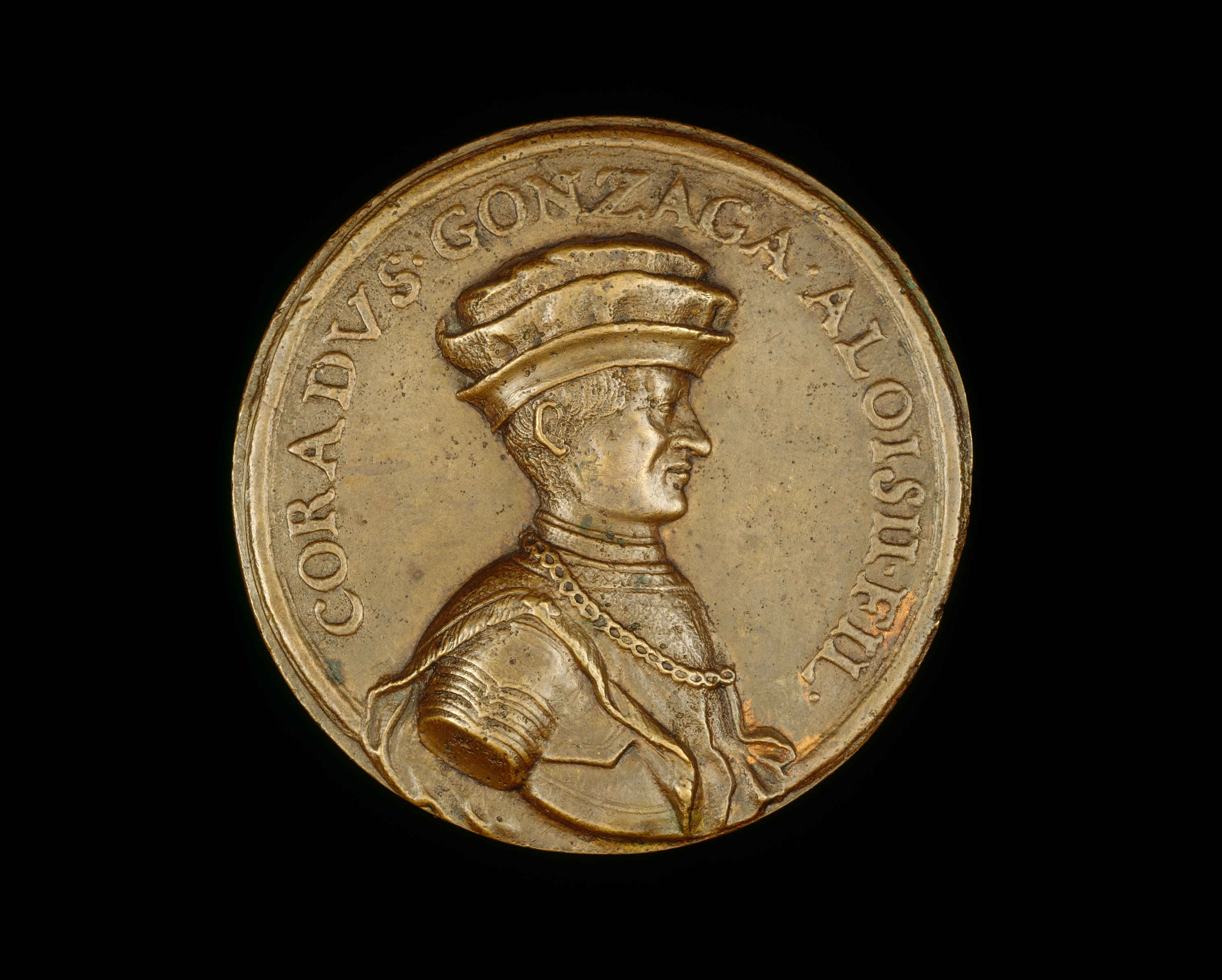
Medaglia di Corrado Gonzaga, XVI secolo.

## Ascendenza
|                           |                        |                                              | Genitori        |  |  | Nonni |  |  | Bisnonni        |  |  | Trisnonni       |  |
|                           |                        |                                              |                 |  |  |       |  |  | Antonio Corradi |  |  | Guidone Corradi |  |
|                           |                        |                                              |                 |  |  |       |  |  | Antonio Corradi |  |  | Guidone Corradi |  |
|                           |                        | …                                            |                 |  |  |       |  |  | Antonio Corradi |  |  |                 |  |
| Guido Corradi             |                        |                                              |                 |  |  |       |  |  | Antonio Corradi |  |  |                 |  |
|                           |                        | Richilde Pedroni                             | Ugo de' Pedroni |  |  |       |  |  |                 |  |  |                 |  |
|                           |                        | Richilde Pedroni                             | Ugo de' Pedroni |  |  |       |  |  |                 |  |  |                 |  |
|                           |                        | Richilde Pedroni                             | …               |  |  |       |  |  |                 |  |  |                 |  |
| Luigi I Gonzaga           |                        | Richilde Pedroni                             |                 |  |  |       |  |  |                 |  |  |                 |  |
|                           |                        | Strambino dei conti San Martino di Strambino | …               |  |  |       |  |  |                 |  |  |                 |  |
|                           |                        | Strambino dei conti San Martino di Strambino | …               |  |  |       |  |  |                 |  |  |                 |  |
|                           |                        | Strambino dei conti San Martino di Strambino | …               |  |  |       |  |  |                 |  |  |                 |  |
| Estrambina di San Martino |                        | Strambino dei conti San Martino di Strambino |                 |  |  |       |  |  |                 |  |  |                 |  |
|                           |                        | …                                            | …               |  |  |       |  |  |                 |  |  |                 |  |
|                           |                        | …                                            | …               |  |  |       |  |  |                 |  |  |                 |  |
|                           |                        | …                                            | …               |  |  |       |  |  |                 |  |  |                 |  |
| Corrado Gonzaga           |                        | …                                            |                 |  |  |       |  |  |                 |  |  |                 |  |
|                           | Malatesta da Verucchio | Malatesta I Malatesta                        |                 |  |  |       |  |  |                 |  |  |                 |  |
|                           | Malatesta da Verucchio | Malatesta I Malatesta                        |                 |  |  |       |  |  |                 |  |  |                 |  |
|                           | Malatesta da Verucchio | Adelasia                                     |                 |  |  |       |  |  |                 |  |  |                 |  |
| Pandolfo I Malatesta      | Malatesta da Verucchio |                                              |                 |  |  |       |  |  |                 |  |  |                 |  |
|                           |                        | Margherita Paltenieri                        | …               |  |  |       |  |  |                 |  |  |                 |  |
|                           |                        | Margherita Paltenieri                        | …               |  |  |       |  |  |                 |  |  |                 |  |
|                           |                        | Margherita Paltenieri                        | …               |  |  |       |  |  |                 |  |  |                 |  |
| Caterina Malatesta        |                        | Margherita Paltenieri                        |                 |  |  |       |  |  |                 |  |  |                 |  |
|                           |                        | …                                            | …               |  |  |       |  |  |                 |  |  |                 |  |
|                           |                        | …                                            | …               |  |  |       |  |  |                 |  |  |                 |  |
|                           |                        | …                                            | …               |  |  |       |  |  |                 |  |  |                 |  |
| Taddea da Rimini          |                        | …                                            |                 |  |  |       |  |  |                 |  |  |                 |  |
|                           |                        | …                                            | …               |  |  |       |  |  |                 |  |  |                 |  |
|                           |                        | …                                            | …               |  |  |       |  |  |                 |  |  |                 |  |
|                           |                        | …                                            | …               |  |  |       |  |  |                 |  |  |                 |  |
|                           |                        | …                                            |                 |  |  |       |  |  |                 |  |  |                 |  |